# Centro de Control de la Red

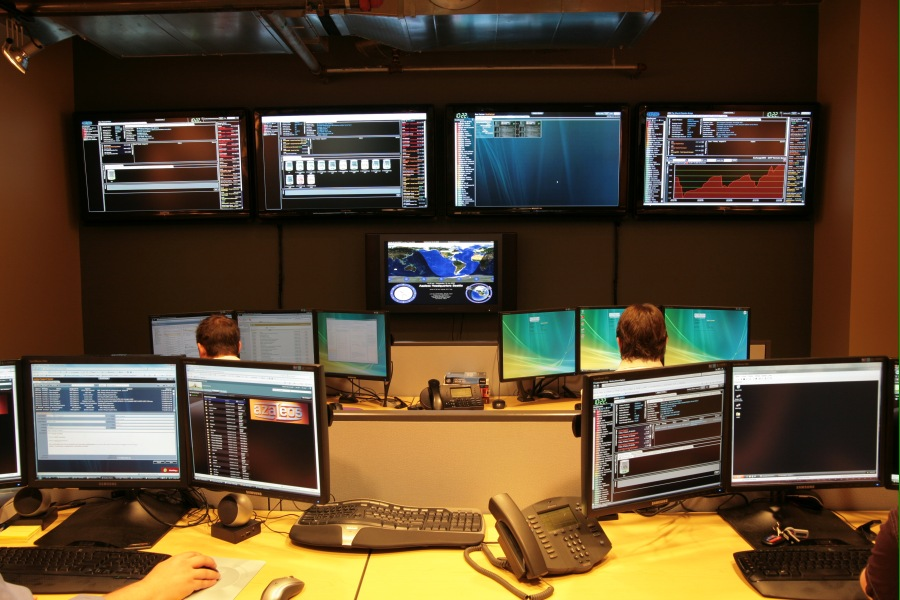
Centro de Control de la Red (CCR) o Centro de Operaciones de Red. En inglés la denominación es Network Operations Center (NOC).

El Centro de Control de la Red (CCR) o Centro de Operaciones de Red, es uno o más sitios desde los cuales se efectúa el control de las redes de computación, transmisión de televisión o telecomunicaciones como  satelites y fibra óptica. En inglés la denominación es Network Operations Center (NOC).
En la medida que las organizaciones crecen, pueden operar más de un CCR ya sea para segmentar el control y monitorización de las redes en función de las diferentes tecnologías que coexisten (ejemplo típico: redes celulares y redes de transmisión SDH) o para proveer redundancia geográfica.

## Funciones
El Centro de Control de la Red (CCR) o NOC es el responsable de diseñar, instalar, dar mantenimiento correctivo y preventivo a la operación (Gestión, Soporte y monitoreo) de redes de telecomunicaciones de datos. Así como el responsable de monitorizar las redes en función de alarmas o condiciones que requieran atención especial para evitar impacto en el rendimiento de las redes y el servicio a los clientes finales. Por ejemplo, en un entorno de telecomunicaciones, el CCR es responsable de monitorizar los fallos eléctricos, alarmas en las redes de transporte y otros aspectos de rendimiento que afectarían la red. El CCR analizará el problema, ejecutará troubleshooting, despachará personal de campo así como efectuará seguimiento hasta su resolución. De ser necesario, el CCR también escalará a personal apropiado de forma que sea resuelto en el tiempo adecuado. En algunos casos es casi imposible anticipar condiciones severas como fallos eléctricos o cortes de tendido de fibra óptica, pero el CCR cuenta con procedimientos para involucrar inmediatamente personal especializado para solucionar el problema.
El CCR hace escalamiento en forma jerárquica, así por ejemplo, si un evento no es resuelto en un específico lapso de tiempo, el siguiente nivel es informado para contribuir a acelerar el proceso de resolución. Los Centros de Control de Red tiene múltiples "niveles" que definen lo experimentado que es un especialista de CCR. Por ejemplo, un recién contratado especialista de CCR puede ser considerado "Nivel 1", mientras que un especialista que ha estado allí por muchos años puede ser considerado "Nivel 3" o "Nivel 4". De esta forma, algunos problemas son escalados dentro del CCR antes que un especialista de campo o ingeniero de otras redes sea contactado.